# Diastylis bispinosa
Diastylis bispinosa är en kräftdjursart som först beskrevs av William Stimpson 1853.  Diastylis bispinosa ingår i släktet Diastylis och familjen Diastylidae. Inga underarter finns listade i Catalogue of Life.